# Europejska Baza Gleb
Europejska Baza Gleb, ESDB (ang. The European Soil Database) – baza danych obejmująca informacje o glebach państw członkowskich Unii Europejskiej oraz państw sąsiednich. Dostarcza możliwości stworzenia interaktywnych map zawierających dane je charakteryzujące np.: strukturę gleb i ich podłoża, gęstość górnej partii gleb, zawartość w niej węgla organicznego, potencjał wymiany kationów, potencjalną pojemność wody, głębokość warstwy nieprzepuszczalnej, głębokość podłoża.
Europejska Baza Gleb jest częścią Europejskiego Systemu Informacji o Glebach (EUSIS, ang. The European Soil Information System) powstałą w Instytucie Środowiska i Zrównoważonego Rozwoju, wyspecjalizowanej jednostki badawczej Wspólnego Centrum Badawczego przy Komisji Europejskiej.